# Pâté lorrain

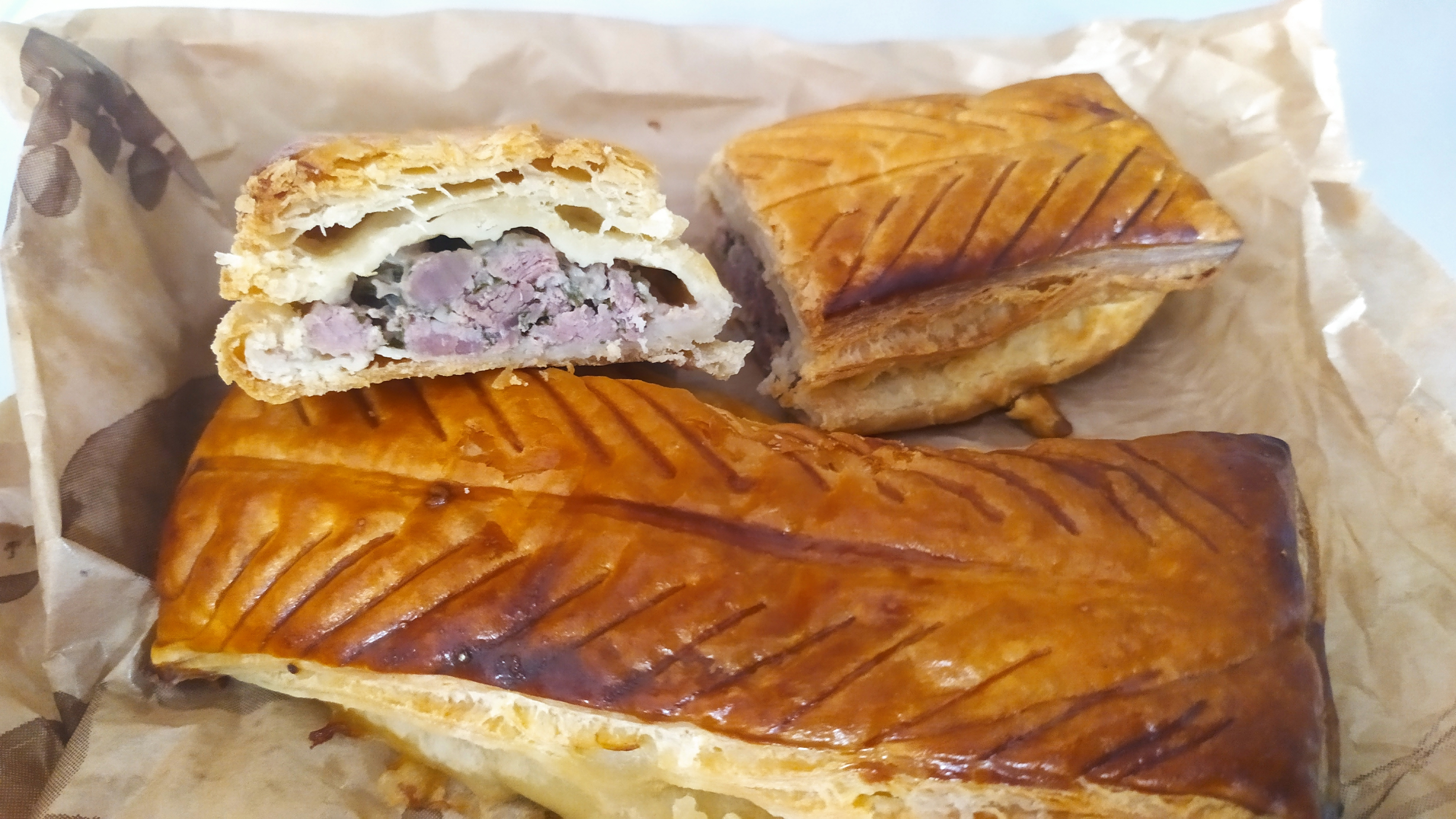
Un pâté lorrain.

Le pâté lorrain est une charcuterie pâtissière, un pâté chaud, largement cuisiné autour de Baccarat, en Lorraine. Il n'est pas à confondre avec le « pâté froid », fautivement nommé « pâté en croûte ». 
Il est composé principalement d'échine de porc (viande grasse) et de noix de veau (viande blanche) entourés par une pâte feuilletée. Son arôme provient de la marinade de la viande, préalable à la cuisson et faite de vin blanc (souvent du gris de Toul), échalote et persil,. La cuisson est longue et requiert généralement plus de cinquante minutes. 
Il est souvent consommé en hors-d'œuvre accompagné d'une salade verte.
Celui-ci fait chaque année l'objet d'une fête à Baccarat, depuis 1969.